# ルーカス・サハ
ルーカス・サハ（Luukas Saha　1998年7月7日- ）はフィンランド出身の柔道選手。階級は66kg級。

## 経歴
2022年のグランドスラム・パリ73㎏級で5位になった。2024年にはグランドスラム・アスタナで3位となった。その10日後の世界選手権では伏兵ながら3位となり、1981年の世界選手権でユハ・サロネンが95㎏超級で3位になって以来、フィンランドの選手として43年ぶりに今大会でメダルを獲得した。
IJF世界ランキングは1809ポイント獲得で38位(25/4/21現在)。

## 主な戦績
- 2022年 - グランドスラム・パリ　5位
- 2023年 - ヨーロッパ選手権　7位
- 2024年 - グランドスラム・アスタナ　3位
- 2024年 - 世界選手権　3位
- 2025年 - ヨーロッパ選手権　3位

(出典、JudoInside.com)